# Zvonik Ivana Velikega
Zvonik Ivana Velikega (rusko Колокольня Ивана Великого, latinizirano: Kolokol'nja Ivana Velikogo) je zvonik v kompleksu Moskovskega kremlja. S skupno višino 81 metrov je najvišji stolp in zgradba v Kremlju. Zgrajen je v letih 1505–1509 po projektu italijanskega arhitekta Bon Fryazina na Stolničnem trgu (Соборная площадь, Sobornaja ploščad) za tri ruske pravoslavne cerkve (sobor) in sicer Marijinega vnebovzetja (najbližja stolpu), nadangela Mihaela in Marijinega oznanjenja, ki nimajo svojih zvonikov. Služi kot del muzejev.

## Zgodovina
Od leta 1329 je na tem mestu stal prvi kamniti zvonik v Moskvi, povezan s cerkvijo svetega Ivana Lestvičnika pod zvonikom, od tod tudi ime Ivan. To cerkev je postavil veliki knez Ivan Kalita in je bila ena prvih, ki so jo v Moskvi postavili iz kamna in ne iz lesa. Med večjo prenovo Kremlja v času velikega kneza Ivana III. je ta za gradnjo cerkve najel italijanskega arhitekta. Gradnja se je začela leta 1505, leto Ivanove smrti, dokončana pa je bila tri leta pozneje pod njegovim sinom Vasilijem III.. Vasilij je tudi ukazal, da se na temeljih starega stolpa postavi nov in neznansko velik stolp kot spomenik v čast njegovemu očetu.
Nov zvonik, dokončan leta 1508, je imel prvotno dva vrha na različnih nivojih in višino okoli 60 metrov. Stolp je zaradi svoje višine služil tudi kot opazovalni stolp pred požari in pristopom sovražnikov.
Nova cerkev, cerkev Vstajenja, je bila zgrajena ob stolpu med 1531 in 1543, vendar so jo že do konca 17. stoletja uporabljali kot stojnice za zvonik za dodatek visečih zvonov in ne kot mesto čaščenja.
Leta 1600 je bil stolp po ukazu Borisa Godunova dvignjen do današnje višine. Do zgraditve cerkve Kristusa Odrešenika leta 1883 je bila to najvišja zgradba v stari Moskvi in v Moskvi je bilo prepovedano postavljati katero koli zgradbo, ki je višja od zvonika.
Obstaja priljubljena, vendar sporna legenda, ko je Napoleon leta 1812 po bitki pri Borodinu zasedel Moskvo, slišal, da je križ na osrednji kupoli cerkve Marijinega oznanjenja odlit iz trdnega zlata in takoj ukazal, da ga je treba uničiti. Toda cerkev je zamenjal z zvonikom Ivana Velikega, ki je imel le pozlačen železni križ. Ta križ se je uprl vsem poskusom francoske opreme in inženirjev, da bi ga odstranili s stolpa. Šele po tem, ko se je ruski kmet prostovoljno povzpel na kupolo, je križ spustil po vrvi. Ko je šel k Napoleonu, ker je želel nagrado, ga je slednji ustrelil kot izdajalca svoje domovine. Med umikom je Napoleon poskušal razstreliti stolp. Eksplozija je uničila nekdanjo cerkev Vstajenja, sam stolp pa se je izkazal za izjemno stabilnega in utrpel le nekaj razpok v stenah temeljev.
Zvonik Ivana Velikega stoji ob zvoniku cerkve Marijinega vnebovzetja, ki ga je med letoma 1523 in 1543 postavil italijanski priseljenski arhitekt Petrok Mali Frjazin (prešel v pravoslavno krščanstvo in se naselil v Rusiji). Vsebuje Veliki zvon, ki ga je sredi 19. stoletja ulil Zavjalov in je največji od vseh kremeljskih zvonov. Ta ansambel vsebuje 24 velikih zvonov.

## Arhitektura
Zvonik Ivana Velikega ima tri sestavne dele. Vse stavbe so narejene iz opeke in so pobeljene v skladu s sosednjimi zgradbami na trgu. Stolp sam je sestavljen iz treh osmerokotnih bobnov, ki se zožijo proti vrhu in ga nadviša zlata kupola in sedem metrov visok križ. Vsak odsek ima izrezana okna za zvonove, zgornja tretjina pa niz kokošnikov okras (ki označuje prevod med izvirnikom iz leta 1509 in dodatkom 1600).
Znotraj stolpa vodi spiralno stopnišče dolgo 329 stopnic do najvišje opazovalne ploščadi. Prostor v pritličju osnove je bil nekoč cerkev svetega Janeza Lestvičnika in je utesnjen zaradi pet metrov debelih sten. Nekdanja Vstajenjska cerkev je bila od poznega 17. stoletja namenjena samo zvonom, ima štiri nadstropno pravokotno bazo z velikimi obokanimi vdolbinami za stojnice zvonov. Vrhnji boben je okrašen s kupolo in križem. V tretjem nadstropju stavbe je majhna kapela, ustanovljena v 19. stoletju.

## Zvonovi
Zvonik Ivana Velikega danes vsebuje 22 zvonov. Od tega 18 majhnih zvonov visi v podstavku in na sredini zvonika. Od štirih velikih zvonov je eden imenovan Uspenski zvon (rusko: Успенский колокол), težak pa je 65,5 tone. Tradicionalno se sliši med največjimi verskimi prazniki, kot je velika noč in je bil narejen v začetku 16. stoletja.
Dva velika zvonova na stojnicah Marijinega vnebovzetja sta 19,6-tonski Reut (rusko Реут) in 16,6-tonski Dnevni (rusko Вседневный). Slednjega je izdelal isti obrtnik kot carja topov Andrej Čohov. Preostali veliki zvon je Nedeljski zvon (rusko Воскресный), težak 13 ton, ki ga je leta 1704 ulil Ivan Motorin, mojster carja zvonov.